# 6-os vízibusz (Velence)
A velencei 6-os jelzésű vízibusz a Piazzale Roma és a Lido között közlekedik. A viszonylatot az ACTV üzemelteti.

## Története
A velencei régi 6-os jelzésű vízibusz indulásától 2000-es megszűnéséig a San Zaccaria (eredetileg Riva degli Schiavoni) és a Lido, Santa Maria Elisabetta megállók között gyorsjáratként, más megállók érintése nélkül közlekedett.
Az ekkor bevezetett 61/62-es részben átvette a szerepét, de jóval hosszabb útvonalon, Muranóról indult (a muranói hurok ellentétes irányú forgalmának megkülönböztetése miatt volt a dupla számozás). Ezt a következő évben lerövidítették a jelenlegi 6-os útvonalára. A muranói hurok eltűnése miatt az ellentétes irányok megkülönböztetése okafogyottá vált, mégis megtartották ezt 2011-ig. a 2011-es téli menetrendben vonták össze a két ellentétes irányú járatot egy szám alatt, ekkor jött létre a mai 6-os járat.
A 6-os járat története:
| Időszak     | Járat- szám | Megállók |
| ----------- | ----------- | --- |
| 1978 – 1983 | 5           | Riva degli Schiavoni – Tana – Celestia – Ospedale Civile – Fondamente Nuove – Isola San Michele – Murano (Navagrero) – Murano (Museo) – Murano (Fondamenta Venier) – Murano (Serenella) – Murano (Navagero) – Murano (Faro) – Murano (Colonna) – Isola San Michele – Fondamente Nuove – Madonna dell’Orto – San Alvise – Ponte Tre Archi – Ponte Guglie – Ferrovia – Piazzale Roma – Zattere – Sant’Eufemia – Redentore – Ostello – San Giorgio Maggiore – Riva degli Schiavoni |
| 1978 – 1983 | 6           | Riva degli Schiavoni – Lido, Santa Maria Elisabetta |
| 1984 – 1995 | 5           | Riva degli Schiavoni – Tana – Celestia – Ospedale Civile – Fondamente Nuove – Isola San Michele – Murano (Navagrero) – Murano (Museo) – Murano (Fondamenta Venier) – Murano (Serenella) – Murano (Navagero) – Murano (Faro) – Murano (Colonna) – Isola San Michele – Fondamente Nuove – Madonna dell’Orto – San Alvise – Ponte Tre Archi – Ponte Guglie – Ferrovia – Piazzale Roma – Zattere – Sant’Eufemia – Redentore – Ostello – San Giorgio Maggiore – Riva degli Schiavoni |
| 1984 – 1995 | 5/          | Riva degli Schiavoni – Sant’Elena – Murano (Navagrero) – Murano (Museo) – Murano (Fondamenta Venier) – Murano (Serenella) – Murano (Navagero) – Murano (Faro) – Murano (Colonna) – Ponte Tre Archi – Ponte Guglie – Ferrovia – Piazzale Roma – Tronchetto A (1991-től) – Tronchetto B (1991-től) |
| 1984 – 1995 | 6           | Riva degli Schiavoni – Lido, Santa Maria Elisabetta |
| 1996 – 1998 | 6           | San Zaccaria (Iolanda) – Lido, Santa Maria Elisabetta |
| 1996 – 1998 | 23          | San Zaccaria (Iolanda) – Tana – Celestia – Ospedale Civile – Fondamente Nuove – Cimitero – Murano (Navagero) – Murano (Faro) – Murano (Colonna) – Cimitero – Fondamente Nove – Ospedale Civile – Celestia – Tana – San Zaccaria (Iolanda) (Csak ebben az irányban) |
| 1996 – 1998 | 52 verde    | Lido (Santa Maria Elisabetta) – Sant’Elena – Giardini Biennale – San Zaccharia (Iolanda) – Zattere – Santa Marta – Piazzale Roma – Ferrovia (Bar Roma) – Ponte di Guglie – Ponte di Tre Archi – San Alvise – Madonna dell’Orto – Fondamente Nove – Cimitero – Murano (Colonna) – Murano (Serenella) – Murano (Fondamenta Vernier) – Murano (Museo) – Murano (Navagero) – Murano (Faro) – Murano (Colonna) – Cimitero – Fondamente Nove – Madonna dell’Orto – San Alvise – Ponte di Tre Archi – Ponte di Guglie – Ferrovia (Bar Roma) – Piazzale Roma – Santa Marta – Zattere – San Zaccaria (Iolanda) – Giardini Biennale – Sant’Elena – Lido (Santa Maria Elisabetta) (Csak ebben az irányban) |
| 1996 – 1998 | 52 viola    | Piazzale Roma (Santa Chiara) – Sacca Fisola – Sant’Eufemia – Zitelle – San Zaccaria (Iolanda) – Tana – Celestia – Ospedale Civile – Fondamente Nove – Cimitero – Murano (Colonna) – Murano (Serenella) – Murano (Fondamenta Vernier) – Murano (Museo) – Murano (Navagero) – Murano (Faro) – Murano (Colonna) – Fondamente Nove – Ospedale Civile – Celstia – Tana – San Zaccaria (Iolanda) – Zitelle – Sant’Eufemia – Sacca Fisola – Piazzale Roma (Santa Chiara) (csak ebben az irányban) |
| 1999 – 2000 | 6           | San Zaccaria (Jolanda) – Lido, Santa Maria Elisabetta |
| 1999 – 2000 | 61          | Murano (Colonna) – Murano (Serenella) – Murano (Fondamenta Vernier) – Murano (Museo) – Murano (Navagero) – Murano (Faro) – Murano (Colonna) – Ferrovia – Piazzale Roma (Parisi) – Zattere – Giardini – Sant’Elena – Lido, Santa Maria Elisabetta (Csak ebben az irányban) |
| 1999 – 2000 | 62          | Lido, Santa Maria Elisabetta – Sant’Elena – Giardini – Zattere – San Basilio – Santa Marta – Piazzale Roma (Parisi) – Ferrovia – Murano (Colonna) – Murano (Faro) – Murano (Navagero) – Murano (Museo) – Murano (Fondamenta Vernier) – Murano (Serenella) – Murano (Colonna)(Csak ebben az irányban) |
| 2000 – 2011 | 61          | Piazzale Roma (Parisi) – Santa Marta – San Basilio – Zattere – Giardini – Sant’Elena – Lido, Santa Maria Elisabetta (Csak ebben az irányban) |
| 2000 – 2011 | 62          | Lido, Santa Maria Elisabetta – Sant’Elena – Giardini – Zattere – San Basilio – Santa Marta – Piazzale Roma (Parisi) (Csak ebben az irányban) |
| 2011 – 2015 | 6           | Piazzale Roma (Parisi)/(San Andrea) – Santa Marta – San Basilio – Zattere – Spirito Santo – Giardini – Sant’Elena – Lido, Santa Maria Elisabetta |
| 2015 – ma   | 6           | Piazzale Roma (Parisi)/(San Andrea) – Zattere – Giardini Biennale – Sant’Elena – Lido, Santa Maria Elisabetta |

## Megállóhelyei
| sz. | idő (perc) | megállóhely neve                        | idő (perc) | sz. | átszállási kapcsolatok                                                                                          | látnivalók                                      |
| --- | ---------- | --------------------------------------- | ---------- | --- | --- | ----------------------------------------------- |
| 0   | 0          | Piazzale Roma (Parisi↓) / (San Andrea↑) | 29         | 4   | 1, 2, 3, 4.1, 4.2, 5.1, 5.2, N, Arlecchino, Brighella, Pantallone, mestrei buszok, People Mover di Venezia      |                                                 |
| 1   | 11         | Zattere                                 | 18         | 3   | 2, 5.1, 5.2, 8, 10, Circolare LineafusinA / 16, N, Alilaguna B, Alilaguna V, Carnevale all’Arsenale, Pantallone | Zattere, Gesuati, Santa Maria della Visitazione |
| 2   | 21         | Giardini Biennale                       | 8          | 2   | 1, 2, 4.1, 4.2, 5.1, 5.2, 8, N                                                                                  | Giardini Biennale                               |
| 3   | 24         | Sant’Elena                              | 5          | 1   | 1, 4.1, 4.2, 5.1, 5.2, N                                                                                        | Sant'Elena                                      |
| 4   | 29         | Lido, Santa Maria Elisabetta            | 0          | 0   | 12, 5.1, 5.2, 8, 10, 14, 18, N, Alilaguna B, Alilaguna R, Alilaguna V; Lido buszok: 11, A, B, C, N, V           | Santa Maria Elisabetta                          |

Megjegyzés: A dőlttel szedett járatszámok időszakos (nyári) járatokat jelölnek.